# فؤاد سلام عالم
فؤاد سلام عالم (انگلیسی: Fouad Salam Alam؛ زادهٔ ۹ اکتبر ۱۹۵۱) بازیکن والیبال اهل مصر بود.